# Neomilichia caternaultii
Neomilichia caternaultii är en fjärilsart som beskrevs av Achille Guenée 1852. Neomilichia caternaultii ingår i släktet Neomilichia och familjen nattflyn. Inga underarter finns listade i Catalogue of Life.